# Xavi Simons
Xavier Quentin Shay Simons (Amszterdam, 2003. április 21. –) holland válogatott labdarúgó, középpályás. A Bundesligában szereplő RB Leipzig játékosa.

## Pályafutása
Simons 2010-ben csatlakozott a Barcelona utánpótlás csapatához a CD Thádertől, és gyorsan a spanyol klub egyik legjobban értékelt utánpótlás-játékosává vált.
A hírek szerint a Chelsea és a Real Madrid is próbálta megszerezni.

### Paris Saint-Germain
2019. júliusában Párizsba költözött, miután nem hosszabbított szerződést a Barcelonával, a PSG-vel egy hároméves szerződésben állapodtak meg.
2020. szeptember 10-én nevezték először a csapatba az RC Lens elleni bajnoki 2020/21-es idény 2. fordulójában.
2021. február 10-én debütált az SM Caen vendégeként a Coupe de France-ban, az 1–0-s győztes mérkőzés 78. percében Julian Draxlert váltva.
Két hónap múlva, azaz április 10-én a bajnokságban is bemutatkozott a Strasbourg elleni 1–4 során az utolsó egy percben.

### PSV Eindhoven
2022. június 29-én ötéves szerződést kötött az eindhoveni együttessel, miután a PSG-vel nem hosszabbított szerződést.
Július 30-án mutatkozott be a csapatban az Ajax vendégeként a Johan Cruijff Schaalben, a holland szuperkupában, az 5–3-ra megnyert mérkőzés utolsó 17 percében érkezett a pályára Cody Gakpót váltva, és az utolsó percekben megszerezte csapatbeli első gólját is.
Augusztus 2-án karrierje során először lépett pályára nemzetközi porondon az Bajnokok Ligája selejtezőjében az AS Monaco elleni döntetlenen.
Az első bajnoki mérkőzést augusztus 6-án játszotta hazai környezetben az FC Emmen ellen, és a 4–1-s találkozó első góljánál asszisztot készített elő Johan Bakayokónak.
A következő héten szerezte első gólját az Eredivisieben idegenbeli környezetben a Go Ahead Eagles ellen, a 2–5-s mérkőzésen két gólt jegyzett, majd az egymást követő két fordulóban is duplázott a Excelsior és az FC Volendam ellen.
Az augusztusi remek teljesítményének köszönhetően a hónap játékosának választották a bajnokságban.
Szeptember 8-án mutatkozott be az Európa Liga főtábláján a Bodo ellen, az EL következő találkozóján szerezte első nemzetközi gólját, az FC Zürich ellen.
Október 16-án ismét duplázott a bajnokság 10. fordulójában az FC Utrecht elleni 6–1-s mérkőzésen a csapat első és a negyedik gólját szerezte.
2023. január 10-én rögtön a legelső holland kupa találkozóján góllal volt eredményes a Sparta Rotterdam elleni idegenbeli 1–2 során, öt nappal később a bajnokság 16. fordulójában is betalált a Fortuna Sittard ellen.

### Ismét Paris Saint-Germain
2023. július 19-én négyéves szerződést írt alá korábbi klubjával a Paris Saint-Germainnel.

#### RB Leipzig(kölcsön)
2023. július 19-én közvetlen a PSG-hez való visszatérése után kölcsönbe került a német RB Leipzig csapatához, ahol a 20-as mezszámot kapta meg.
A 2023–2024-es idény első tétmérkőzését a Német-szuperkupában játszotta a Bayern München elleni 3–0-ás győztes találkozón.
Augusztus 19-én mutatkozott be a Bundesliga-ban, idegenbeli környezetben a Bayer Leverkusen elleni 3–2-re elvesztett bajnokin.
A következő héten megszerezte első találatát lipcsei színekben, és két gólpasszt is kiosztott a VfB Stuttgart elleni 5–1-es győztes találkozón.
Szeptember 3–án az Union Berlin, és a következő fordulóban az FC Augsburg elleni győztes bajnokikon egy-egy gólt és gólpasszt szerzett. Szeptember 19-én játszotta első Bajnokok Ligája-mérkőzését karrierje során a Young Boys vendégeként, a 3–1-es győztes találkozón a meccs embere lett. Szeptember 27-én a mutatkozott be a Német-kupában a másodosztályú Wehen Wiesbaden vendégeként, a 3–2-es győztes találkozó 65. percében lépett pályára Fábio Carvalho-t váltva.
Október 7-én a VfL Bochum ellen az első félidő 27. percében büntetőt vétett, így csak egy pontot szereztek a bajnokság 7. fordulójában.
Október 25-én szerezte meg első gólját- és gólpasszát nemzetközi porondon, a Crvena zvezda elleni 3–1-es győztes Bl-mérkőzésen. Három nap múlva az 1. FC Köln elleni 6–0-ás kiütéses bajnoki első félidejének utolsó nyolc percében két gólpasszt osztott ki, amikből Loïs Openda volt eredményes.
November 7-én a Crvena zvezda vendégeként a 2–1-es UEFA-bajnokok ligája-visszavágón, majd öt nappal később a Freiburg elleni 3–1-es végeredményű bajnokin is a nyitógólt szerezte.

### RB Leipzig
2025. január 30-án Simons két és fél éves szerződést írt alá a Leipziggel. A németek klubrekordot jelentő 50 millió eurót fizettek játékjogáért a PSG-nek.

### A válogatottban

#### Hollandia
Több korosztályos csapat tagja volt, míg 2022. november 11-én Louis van Gaal szövetségi kapitány nevezte a 26 fős keretbe a 2022-es katari világbajnokságra.
December 13-án debütált világbajnoki mérkőzésen az Egyesült Államok ellen, 3–1-s negyeddöntő mérkőzés utolsó 7 percében lépett pályára Memphis Depayt váltva.

## Magánélete
Simons Amszterdamban született, Regillio Simons egykori holland labdarúgó fia. Simons apja révén suriname-i származású. Bátyja, Faustino (született 1996), aki szintén labdarúgó volt.

## Statisztika
2025. május 17-i állapot szerint.
| Klub                 | Szezon           | Bajnokság        | Bajnokság | Bajnokság | Kupa  | Kupa  | Nemzetközi | Nemzetközi | Egyéb | Egyéb | Összes | Összes |
| Klub                 | Szezon           | Liga             | Mérk.     | Gólok     | Mérk. | Gólok | Mérk.      | Gólok      | Mérk. | Gólok | Mérk.  | Gólok  |
| -------------------- | ---------------- | ---------------- | --------- | --------- | ----- | ----- | ---------- | ---------- | ----- | ----- | ------ | ------ |
| Paris Saint-Germain  | 2020–21          | Ligue 1          | 1         | 0         | 1     | 0     | —          | —          | —     | —     | 2      | 0      |
| Paris Saint-Germain  | 2021–22          | Ligue 1          | 6         | 0         | 3     | 0     | 0          | 0          | 0     | 0     | 9      | 0      |
| Paris Saint-Germain  | Összesen         | Összesen         | 7         | 0         | 4     | 0     | 0          | 0          | 0     | 0     | 11     | 0      |
| PSV                  | 2022–23          | Eredivisie       | 34        | 19        | 4     | 1     | 9          | 1          | 1     | 1     | 48     | 22     |
| PSV                  | Összesen         | Összesen         | 34        | 19        | 4     | 1     | 9          | 1          | 1     | 1     | 48     | 22     |
| RB Leipzig (kölcsön) | 2023–24          | Bundesliga       | 32        | 8         | 2     | 0     | 8          | 2          | 1     | 0     | 43     | 10     |
| RB Leipzig (kölcsön) | 2024/25          | Bundesliga       | 11        | 4         | 1     | 1     | 5          | 0          | —     | —     | 17     | 5      |
| RB Leipzig (kölcsön) | Összesen         | Összesen         | 43        | 12        | 3     | 1     | 13         | 2          | 1     | 0     | 60     | 15     |
| RB Leipzig           | 2024/25          | Bundesliga       | 14        | 6         | 2     | 0     | 0          | 0          | —     | —     | 16     | 6      |
| RB Leipzig           | Összesen         | Összesen         | 14        | 6         | 2     | 0     | 0          | 0          | 0     | 0     | 16     | 6      |
| Karrier összesen     | Karrier összesen | Karrier összesen | 98        | 37        | 13    | 2     | 22         | 3          | 2     | 1     | 135    | 43     |

1. 1 2 3  Mérkőzése(i) az UEFA-bajnokok ligájában
2. ↑  Mérkőzése(i) a Trophée des Champions-ban
3. ↑  Mérkőzése(i) a UEFA-bajnokok ligája selejtezőjében: 2 
 Mérkőzése(i) az Európa-ligában: 7; egy gól.
4. ↑  Mérkőzése(i) a Johan Cruijff Schaalban
5. ↑  Mérkőzése(i) a(z) DFL-Supercupban

### A válogatottban
2025. március 23-i állapot szerint.
| 2022     | 1  | 0 |
| 2023     | 10 | 0 |
| 2024     | 13 | 3 |
| 2025     | 2  | 1 |
| Összesen | 26 | 4 |

## Sikerei, díjai

### Klub
- Paris Saint-Germain
  - Ligue 1: 2021–22
  - Coupe de France: 2020–21

- PSV Eindhoven
  - KNVB–Beker: 2022–23
  - Johan Cruyff Shield: 2022

- RB Leipzig
  - DFL-Supercup: 2023

### Egyéni
- A(z) Eredivisie hónap játékosa: augusztus 2022,[15] március 2023[25]
- A(z) Eredivisie gólkirálya: 2022/23 (19 gól)[26]